# Кашка (Татарстан)
 Кашка — село в Тетюшском районе Татарстана. Входит в состав Урюмского сельского поселения.

## География
Находится в юго-западной части Татарстана на расстоянии приблизительно 6 км на юг по прямой от районного центра города Тетюши в 2 км от Куйбышевского водохранилища.

## История
Основано в 1921 году. Первоначально — поселок.

## Население
Постоянных жителей насчитывалось в 1926 году — 160, в 1949—220, в 1970—268, в 1979—180, в 1989—125. Постоянное население составляло 83 человека (русские 54 %, чуваши 39 %) в 2002 году, 71 в 2010.